# Jeff Hardy
Jeffrey Nero "Jeff" Hardy (Cameron, 31 de agosto de 1977), conhecido profissionalmente como Jeff Hardy, é um lutador e músico profissional americano atualmente contratado pela All Elite Wrestling (AEW), e é amplamente conhecido por seu tempo na WWE e Total Nonstop Action Wrestling (TNA) De acordo com a estação de rádio Talksport, Hardy é "amplamente considerado uns dos maiores lutadores profissionais de todos os tempos" e é considerado um dos mais ousados high flyers e arriscados ao longo de sua carreira. Junto com seu irmão Matt Hardy, a dupla The Hardy Boyz agora são amplamente considerados como uma das maiores duplas da história do wrestling profissional.
Antes de ganhar destaque na WWE, Hardy trabalhou para a Organization of Modern Extreme Grappling Arts (OMEGA), uma promoção que ele trabalhou com seu irmão Matt. Depois de assinado com a  WWE, os irmãos trabalhavam como jobbers, antes de ganhar notoriedade na Divisão de duplas, em parte devido à sua participação em lutas com mesas, escadas e cadeiras. Com a adição de Lita, a equipe ficou conhecida como Team Xtreme, e continuou a crescer em popularidade. Como uma equipe, Hardy foi seis vezes Campeão Mundial de Duplas da WWE e uma vez Campeão Mundial de Duplas da WCW.
Hardy também experimentou o sucesso como um lutador individual e é seis vezes campeão mundial, tendo conquistado o Campeonato da WWE uma vez, o Campeonato Mundial dos Pesos-Pesados da WWE duas vezes e o Campeonato Mundial dos Pesos-Pesados da TNA três vezes, quatro vezes Campeão Intercontinental, e também ganhou o Campeonato dos Pesos-Médios e o Campeonato Europeu uma vez cada. Ele também é um ex-campeão Hardcore, tendo ganhado o campeonato em três ocasiões. Entre WWE e TNA, Hardy ganhou 22 títulos no total. Ele recebeu seu primeiro grande evento principal na WWE no final de 2007, tendo ganhado uma chance pelo Campeonato da WWE no Royal Rumble em 2008 e, finalmente, venceu o Campeonato da WWE no pay-per-view Armageddon em dezembro de 2008. Hardy ganhou o Campeonato Mundial dos Pesos-Pesados da WWE duas vezes, antes dele deixar a WWE em meados de 2009. Ele voltou a TNA em janeiro de 2010, e em outubro do mesmo ano, ele ganhou o Campeonato Mundial dos Pesos-Pesados da TNA pela primeira vez. Além disso, Hardy está envolvido em motocross, música, pintura e outras atividades artísticas. Ele é atualmente um membro da banda Peroxwhy?gen, onde lançou seu primeiro álbum de estúdio, "Similar Creatures", em 13 de dezembro de 2012 através do TNA Music Group, tendo também lançado seu segundo, Plurality of Worlds, em 7 de novembro de 2013.

## Início da vida
Hardy é o filho de Gilbert e Moore Rubi Hardy, e irmão mais novo de Matt. Sua mãe morreu de câncer no cérebro , em 1986, quando Hardy tinha nove anos. Ele desenvolveu um interesse no motocross aos 12 anos e teve sua primeira moto, uma Yamaha YZ-80, aos 13 anos. Ele teve sua primeira corrida, quando ele estava na nona série. Hardy jogou beisebol enquanto criança, mas teve que parar depois que ele caiu durante uma corrida de motocross, ferindo seu braço. Ele também jogou futebol americano durante a escola como um zagueiro e linebacker. Ele brevemente competiu no wrestling amador na escola. Ele tinha que parar de praticar esportes na escola, depois que ele foi obrigado a escolher entre wrestling profissional e praticar esportes, e ele escolheu wrestling. Os temas favoritos de Hardy na escola foram a História dos Estados Unidos e arte, o que ele fez para o crédito extra.

## Carreira no wrestling profissional

### Início de carreira
Hardy cita Sting, The Ultimate Warrior e Shawn Michaels como inspirações de sua infância para lutar. Hardy tinha estado na World Wrestling Federation (WWF) na televisão como um lutador jobber – a que constantemente perde para fazer seus oponentes parecerem mais forte- mais cedo com 16 anos. Sua primeira luta na WWF foi contra Razor Ramon em 23 de maio de 1994, em Youngstown, Ohio (como Keith Davis), com "Macho Man" Randy Savage mencionando no ar em um papel de comentarista falando "Bem-vindo para as grandes ligas". No dia seguinte, ele lutou contra The Kid 1-2-3, e a luta foi ao ar no episódio de 25 de junho do Superstars. Ele ocasionalmente lutou como um jobber em 1997 (incluindo uma luta contra Rob Van Dam durante o enredo da "Invasão da ECW" que tinha Hardy anunciado como sendo de Virginia, em vez de Cameron, Carolina do Norte), antes de começar sua primeira grande luta em 1998. Hardy, junto com seu irmão Matt e amigos, começou a sua própria federação, o Trampoline Wrestling Federation (TWF) e imitou os movimentos que viam na televisão. Mais tarde, a TWF foi sob vários nomes diferentes, sendo posteriormente integrado em uma feira na Carolina do Norte. Os irmãos e seus amigos, então começou a trabalhar para outras empresas independentes. Eles dirigiram por toda a costa leste dos Estados Unidos, trabalhando para empresas como a ACW e outras promoções pequenas.
Antes de chegar na WWF, Matt formou a sua própria promoção de wrestling, a Organization of Modern Extreme Grappling Arts (OMEGA) com Thomas Simpson. A promoção foi uma versão mais bem sucedida da TSF original e inclui talentos como os irmãos Hardy, Shannon Moore, Gregory Helms, Joey Matthews e Steve Corino, entre outros. Na OMEGA, cada um dos irmãos retratados vários personagens diferentes; Hardy retrataou personagens como Willow the Wisp, Iceman, Mean Jimmy Jack Tomkins, e The Masked Mountain. Enquanto estava lá, Hardy conquistou o Campeonato New Frontier como um concorrente individual e o Campeonato de Duplas  com Matt. A promoção dobrou em abril de 1998, quando eles assinaram contratos com a WWF.

### World Wrestling Federation/Entertainment

#### The Hardy Boyz (1998–2002)

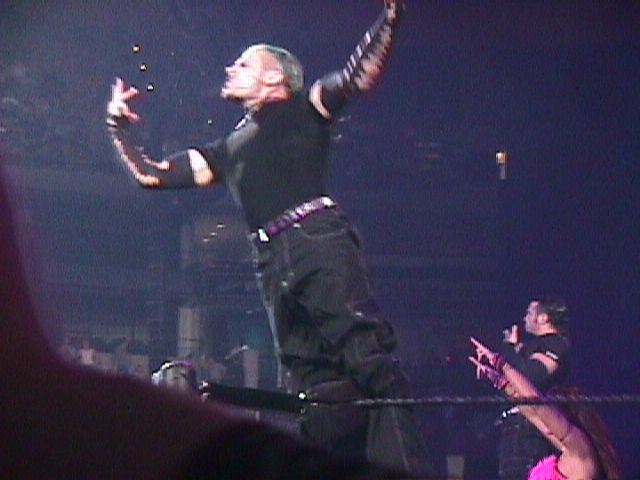
Team Xtreme no King of the Ring em 2000.

Os irmãos Hardy finalmente chamaram a atenção da World Wrestling Federation (WWF). Depois de assinado um contrato em 1998, eles foram treinados por Dory Funk, Jr. no  Funkin' Dojo com outros lutadores notáveis como Kurt Angle, Christian, Test e A-Train. Quando a equipe foi finalmente criada para a televisão, depois de meses de "ser jobbers" em eventos ao vivo, eles formaram a equipe acrobática chamada Hardy Boyz. Enquanto rivalizavam com a The Brood em meados de 1999, eles adicionaram Michael Hayes como seu gerente. Em 5 de julho, ele ganhou seu primeiro Campeonato de Duplas da WWF, derrotando os Acólitos, mas perdeu de volta para eles um mês depois. Após a dissolução da Brood, os Hardys juntou forças com Gangrel como The New Brood e rivalizou com Edge e Christian. Este grupo não durou muito tempo, no entanto, em 17 de outubro de 1999, no No Mercy, os Hardy Boyz ganharam os serviços de gestão de Terri Runnel na final da Terri Invitational Tournament, na primeira luta de escadas de duplas contra Edge e Christian.
Em 2000, os Hardy Boyz encontraram uma nova gerente de vida real e amiga Lita. Juntos, os três ficaram conhecido como "Team Xtreme". Eles continuaram a sua rivalidade com Edge e Christian ao longo de 2000, derrotando-os pelo Campeonato de Duplas da WWF em duas ocasiões. No SummerSlam os Hardy Boyz competiram na primeira lutas com mesas, escadas e cadeiras (Luta TLC), pelo Campeonato de Duplas contra Dudley Boyz e Edge e Christian , mas não foram bem sucedidos.
Hardy ganhou atenção por suas acrobacias de alto risco nas lutas TLC no ano de 2000, 2001, e 2002. Ele fez um nome para si mesmo como um dos artistas mais imprudentes e aparentemente pouco ortodoxa de seu tempo na WWF. Em 2001, Hardy recebeu um empurrão como um concorrente individual, e ganhou o Campeonato Intercontinental da WWF (derrotando Triple H), o Campeonato dos Pesos-Médios (derrotando Jerry Lynn) e o Campeonato Hardcore da WWF (derrotando Mike Awesome e Van Dam em duas ocasiões distintas). No final de 2001, os Hardys começou uma história em que eles começaram a lutar, o que levou a Matt exigindo um combate no Vengeance, com Lita como árbitra. Após Hardy bater Matt no Vengeance, enquanto o pé de Matt estava na corda, Hardy e Lita começaram a brigar contra Matt. No meio da disputa, no entanto, Hardy enfrentou The Undertaker em umaluta pelo Campeonato Hardcore e perdeu. Após a luta, The Undertaker foi roteirizado para atacar tanto Hardy e Lita, ferindo-los. No próximo episódio do SmackDown!, o empresário também atacou Matt, também ferindo-o, no enredo. Os Hardys e Lita não foram vistos novamente até o Royal Rumble, porque a WWE não tinha outra história para seus personagens. Os Hardys mais tarde vieram como uma equipe, e nunca houve qualquer menção de sua separação da história anterior.

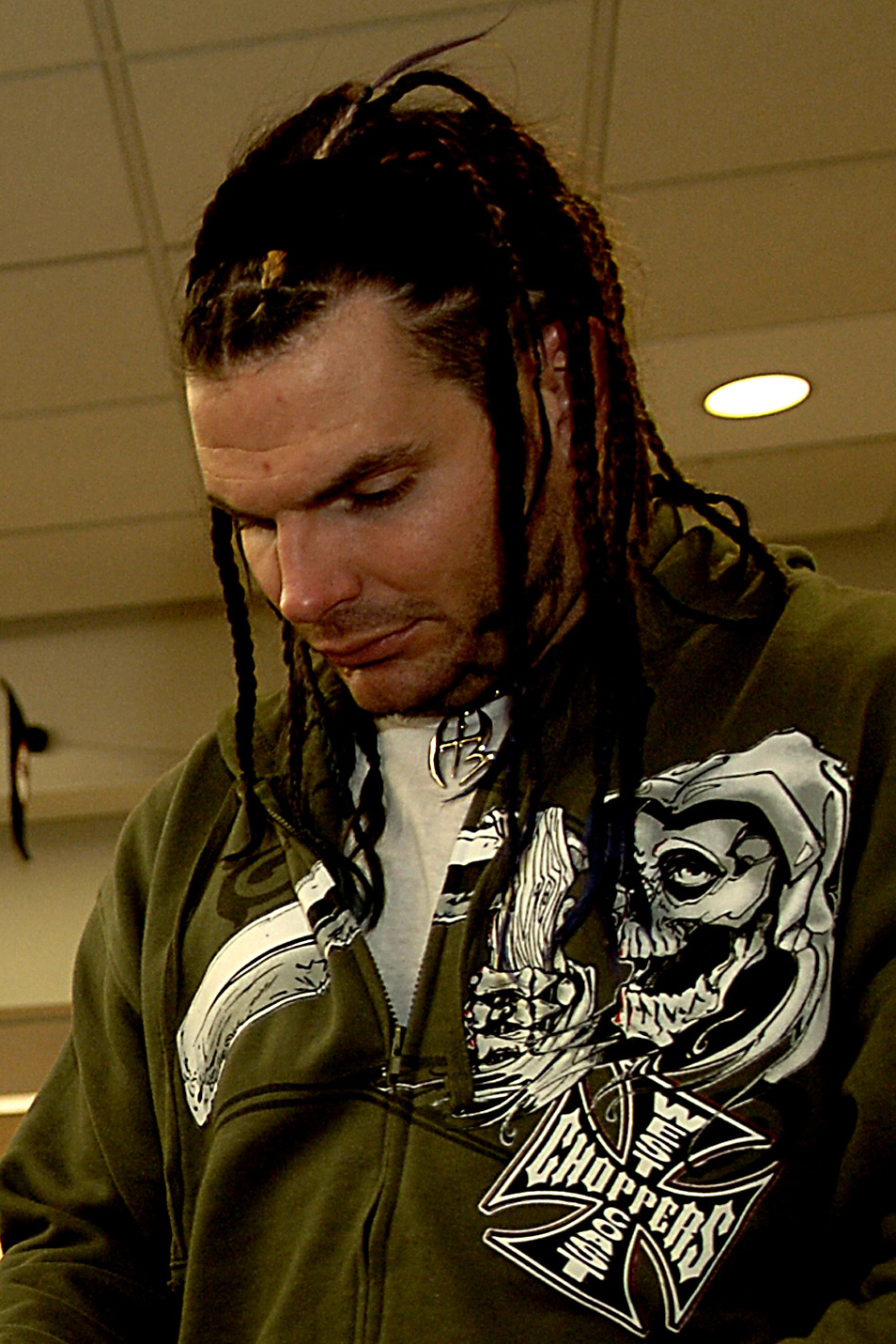
Jeff Hardy durante uma sessão de autógrafos

No início de abril de 2002, os Hardy Boyz começaram uma rivalidade com Brock Lesnar depois de Lesnar aplicar em Matt um F-5 na rampa de entrada, o que levou a Hardy buscar uma vingança contra Lesnar. No Backlash, Hardy enfrentou Lesnar em sua primeira luta televisionada. Lesnar dominou Hardy e venceu a luta por nocaute. Lesnar e os Hardys continuou a rivalizar nas próximas semanas, com os Hardys saindo vitorioso apenas uma vez por desqualificação. No Judgment Day, Lesnar tinha o controle sob os Hardy Boyz antes de fazer a troca com seu parceiro, Paul Heyman, para dar a vitória para a equipe. Em julho de 2002, Hardy ganhou o seu terceiro Campeonato Hardcore ao derrotar Bradshaw.

#### Competições individuais (2002-2003)
Depois de anos na divisão de duplas, Hardy levou em The Undertaker num combate de escada pelo Campeonato Indisputado. Hardy foi superior em uma luta intensa, mas ganhou o respeito de The Undertaker quando ele mostrou coragem ao tentar subir a seus pés após a luta e desafiar The Undertaker para continuar. Hardy competiu por títulos individuais em várias ocasiões, e derrotou William Regal pelo Campeonato Europeu da WWE. Hardy foi derrotado algumas semanas mais tarde por Rob Van Dam em uma luta para unificar o Campeonato Europeu e o Campeonato Intercontinental , e o Campeonato Europeu foi abandonado. Finalmente, os Hardy Boyz separaram, como Hardy continuou a perseguir suas ambições individuais no Raw e seu irmão, Matt foi mudado para o SmackDown!.
Em janeiro de 2003, ele rapidamente virou um heel (vilão) depois que ele atacou Van Dam e Shawn Michaels. Ele terminou um mês depois, quando ele salvou Stacy Keibler de um ataque pelo então vilão, Christian. Em fevereiro, ele teve um breve programa com Michaels, que viu a duas equipes acima. Então, no enredo, Hardy começou a namorar Trish Stratus após salvá-la de Steven Richards e Victoria em março. Hardy e Stratus teve um breve relacionamento na tela, que viu a dupla conversando nos bastidores, beijndo-se, e formação de equipes juntos em lutas. Hardy, no entanto, foi liberado da WWE em 22 de abril de 2003. As razões dadas para o liberar foram comportamento errado de Hardy, uso de drogas, a recusa de ir para a reabilitação, o desempenho no ringue de deterioração, bem como o atraso constante em eventos não televisionados. Hardy também cita "esgotado" e da necessidade de tempo livre como razões para sair da WWE.

### Circuito independente (2003)
Hardy fez sua primeira aparição numa luta após ser liberado da WWE em um show da OMEGA, em 24 de maio. Usando sua velha  personagen de "fogo-fátuo", Hardy desafiou Krazy K pelo Campeonato dos Pesos-Leves da OMEGA, mas perdeu a luta. Hardy atuou na Ring of Honor (ROH) em uma ocasião. Hardy apareceu no show da ROH de 2003, o Death Before Dishonor, sob sua personagem de "fogo-fátuo", vestindo uma máscara e capa de chuva. Hardy foi rapidamente desmascarado e perdeu o casaco, vestindo roupas semelhantes a que ele usava na WWE. Hardy foi vaiado antes, durante e depois da luta pelo público da ROH, que gritavam "Queremos Matt!" e "Você foi demitido!" durante sua luta com Joey Matthews e Krazy, que Hardy venceu. Hardy então levou um ano inteiro fora do wrestling' para se concentrar em motocross e terminar sua própria pista.

### Total Nonstop Action Wrestling (2004-2006)

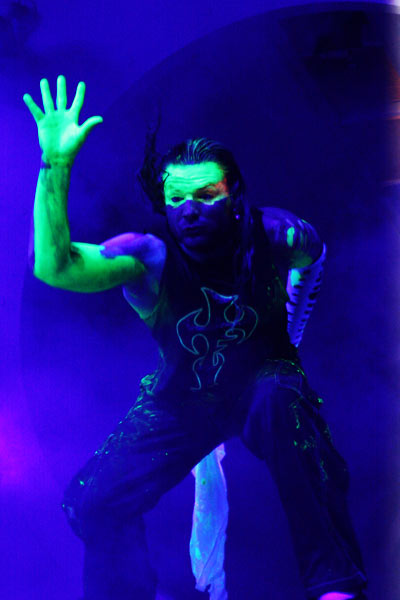
Hardy na TNA em 2005

Hardy estreou na Total Nonstop Action Wrestling (TNA) em 23 de junho de 2004, no Shwo do Segundo aniversário, em uma luta contra o Campeão da X Division A.J. Styles, pelo título. Ele também estreou sua nova música de entrada "Modest", uma canção executada por ele mesmo, e um novo apelido, "O Enigma Carismático". A luta terminou sem vencedor quando Kid Kash e Dallas interferiram. Hardy voltou a TNA em 21 de julho e foi premiado com uma chance pelo Campeonato Mundial dos Pesos-Pesados da NWA. Hardy desafiado para o título em 8 de setembro, perdendo para o Campeão Mundial da NWA Jeff Jarrett. Em outubro de 2004, ele ganhou um torneio, ganhando uma chance pelo mesmo título em 7 de novembro no Victory Road, o primeiro pay-per-view mensal da TNA. Hardy foi derrotado por Jarrett novamente em uma luta de escadas no Victory Road seguindo a interferência de Kevin Nash e Scott Hall. Um mês depois, no Turning Point, Hardy, Styles e Randy Savage derrotaram Jarrett, Hall e Nash (conhecidos coletivamente como os Kings of Wrestling). Hardy chegou a derrotar Hall, em uma luta individual, substituindo Héctor Garza no Final Resolution em 16 de janeiro de 2005.
No Against All Odds em fevereiro de 2005, Hardy perdeu para Abyss em uma "Luta Full Metal Mayhem" para determinar o desafiante número um para o Campeonato Mundial dos Pesos-Pesados da NWA. Hardy retornou o favor de derrotar Abyss em uma Luta Falls Count Anywhere no Destination X em março. Hardy em seguida, passou a rivalizar com Raven, com Hardy reservado para derrotar Corvo em uma luta na jaula de aço no Lockdown em abril. Hardy foi suspenso da TNA depois de não comparecer sua revanche contra Raven no Hard Justice em 15 de maio, alegadamente devido a dificuldades de viagem. A suspensão de Hardy acabou em 5 de agosto, e ele voltou no Sacrifice aproximadamente uma semana depois , atacando Jeff Jarrett. Ele lutou sua primeira luta na TNA em quatro meses no Unbreakable em 11 de setembro, perdendo para Bobby Roode após a seguinte interferência de Jarrett. Ao longo de outubro de 2005, Hardy tornou-se envolvido em uma briga com Abyss, Rhino e Sabu. A luta 4 Way culminou em uma Luta Monster's Ball no Bound for Glory em 23 de outubro, que Rhino ganhou depois de aplicar um Driver Rhino da segunda corda em Hardy. No curso do combate, Hardy aplicou um Swanton Bomb em Abyss de uma altura de aproximadamente 5,18 m. Mais tarde naquela noite, Hardy competiu em uma 10-man Battle Royal para determinar o desafiante número um para o Campeonato Mundial dos Pesos-Pesados da NWA, que também teve como vencedor Rhino. No Genesis, em novembro, Hardy perdeu para Monty Brown em outra luta para determinar o desafiante número um.
Hardy estava programado para lutar no pré-show do Turning Point em dezembro de 2005, mas mais uma vez não apareceu no show, mais uma vez citando problemas de viagem. Hardy foi suspenso como resultado e não apareceu na televisão novamente. Em março, abril e maio de 2006, Hardy aparecieu em vários eventos ao vivo promovidos pela TNA em conjunto com Dave Hebner e a United Wrestling Federation.

### Retorno para a World Wrestling Entertainment (2006-2009)

#### Raw(2006)

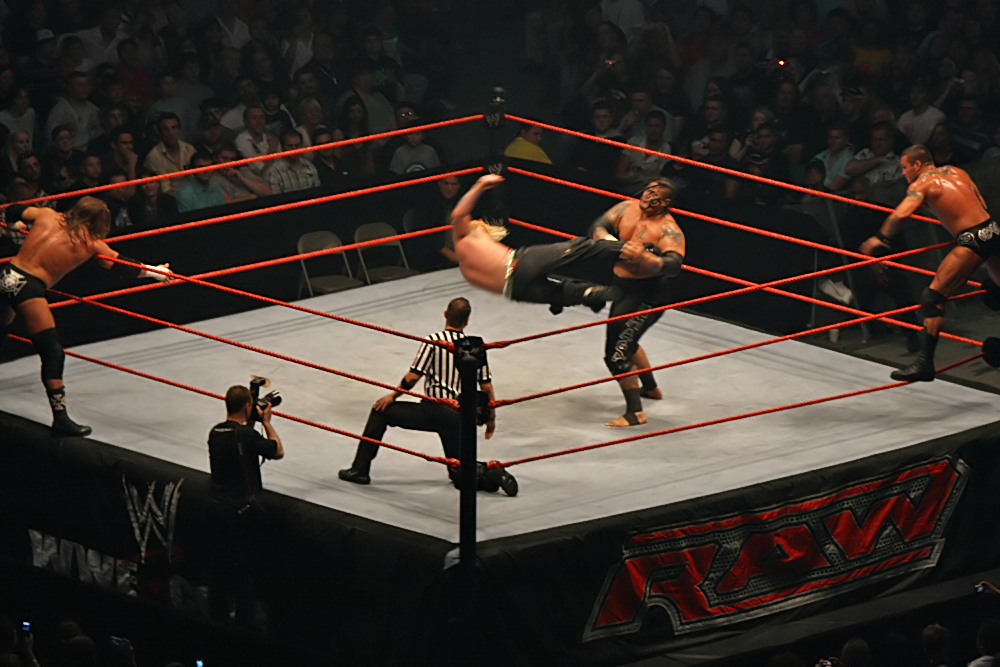
Hardy aplicando um dropkick em Umaga em uma luta de duplas em 2007

Em 4 de agosto de 2006, a WWE anunciou que Hardy tinha re-assinado com a empresa. Nas semanas seguintes, vinhetas foram ao ar exaltando seu retorno no episódio de 21 de agosto do Raw. No dia de seu retorno, Hardy recebeu um empurrão e derrotou o então campeão da WWE Edge por desqualificação quando Lita puxou Edge para fora do ringue. Depois de não conseguir conquistar o Campeonato Intercontinental de Johnny Nitro ao longo das semanas seguintes, inclusive no Unforgiven, Hardy finalmente derrotou Nitro para ganhar o seu segundo Campeonato Intercontinental no episódio de 2 de outubro do Raw. No episódio de 6 de novembro do Raw, Hardy perdeu o Campeonato Intercontinental de volta para Nitro, depois de acertá-lo com o cinturão de campeão Intercontinental. Uma semana depois, Hardy recuperou no episódio de 13 de novembro do Raw, com um pinfall crucifixo. Este foi o terceiro reinado de Hardy como Campeão Intercontinental.

#### O reencontro dos Hardys (2006-2007)

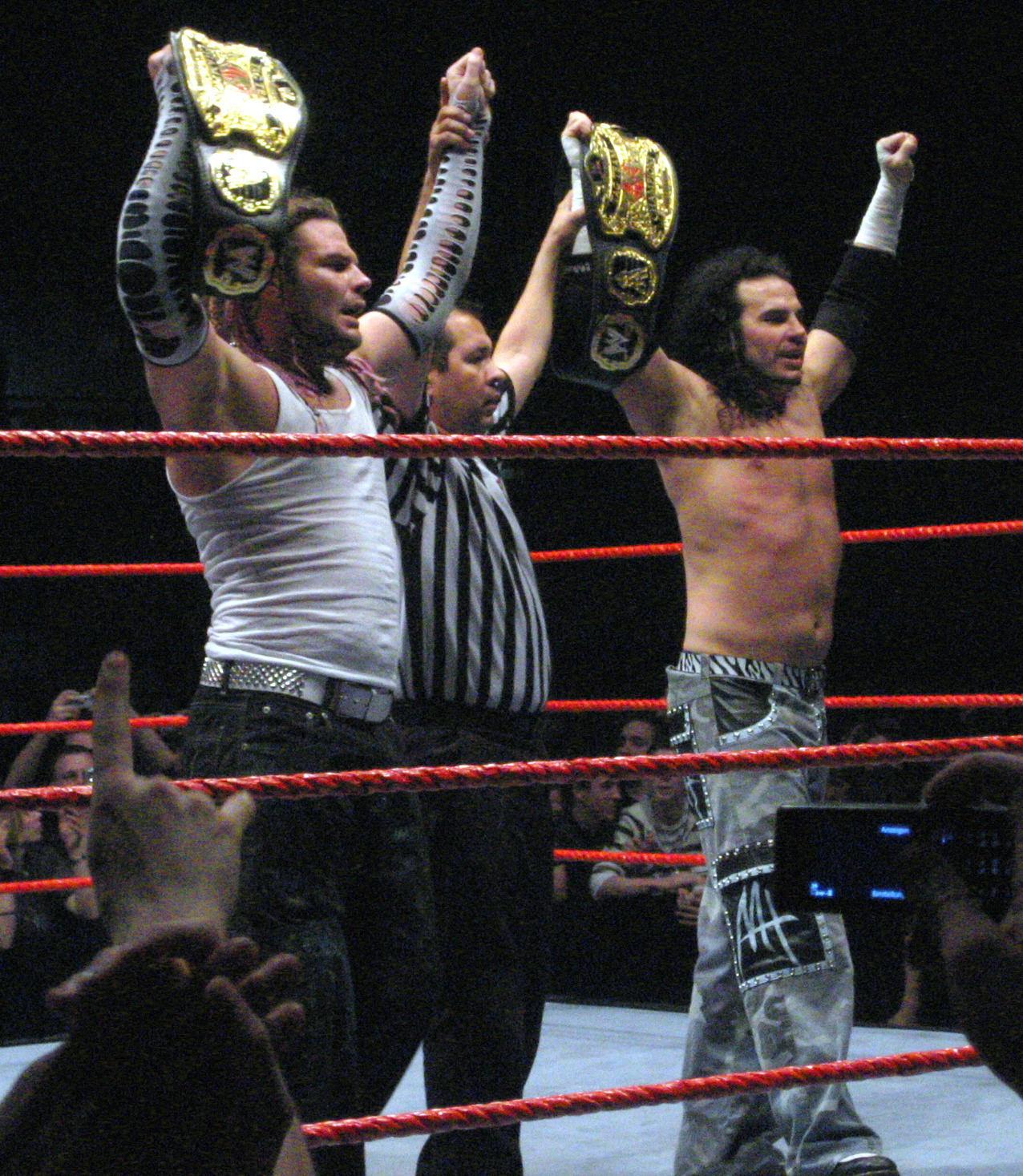
Os Hardy Boyz, Jeff (a esquerda) e Matt (a direita).

No episódio de 21 de novembro da ECW on Sci Fi Hardy fez parceria com seu irmão, Matt, pela primeira vez em quase cinco anos para derrotar o Full Blooded Italians. No Survivor Series, ambos eram uma parte da equipe da D-Generation X, que conseguiu a vitória sobre equipe Rated-RKO com um clean sweep. Os irmãos então receberam sua primeira oportunidade desde o retorno de Hardy para ganhar um campeonato de duplas no Armageddon. Eles competiram em uma luta de escadas pelo Campeonato de Duplas da WWE, mas não conquistaram o título. No decorrer da luta, no entanto, eles inadvertidamente legitimamente feriram Joey Mercury's no rosto.
Com Hardy ainda brigando com Johnny Nitro e os outros membros da MNM em 2007, ele foi desafiado novamente por Nitro no New Year's Revolution em uma luta na jaula de aço pelo Campeonato Intercontinental e mais uma vez foi derrotado por Nitro. Hardy em seguida, se uniu com Matt para derrotar MNM, tanto no Royal Rumble quanto No Way Out. Na noite seguinte no Raw, 19 de fevereiro, Hardy foi derrotado pelo Campeonato Intercontinental de Umaga. Em abril de 2007, Hardy competiu na luta Money in the Bank no WrestleMania 23. Durante a luta, Matt jogou Edge numa escada e incentivou Hardy, que estava perto da maleta, para acabar com ele. Hardy então saltou 20 metros de altura de uma escada (6,1 m), se dirigiu a Edge através da escada com uma leg drop, aparentemente ferindo ambos Edge e ele mesmo. Os dois foram incapazes de continuar a luta e foram retirados do ringue em macas.
Na noite seguinte no Raw, 2 de abril, os Hardys competiram em uma Battle royal de 10 duplas pelo Campeonato Mundial de Duplas. Eles ganharam os títulos depois de eliminar Lance Cade e Trevor Murdoch. Eles então começaram uma briga com Cadee Murdoch, com os Hardys retendo do Campeonato em sua primeira defesa do título contra eles no Backlash e novamente no Judgment Day. Os Hardys, no entanto, pederam os títulos para Cade e Murdoch em 4 de junho no Raw. Os Hardys ganharam uma revanche no Vengeance: Night of Champions, mas foram derrotados.

#### Status de evento principal e saída (2007-2009)

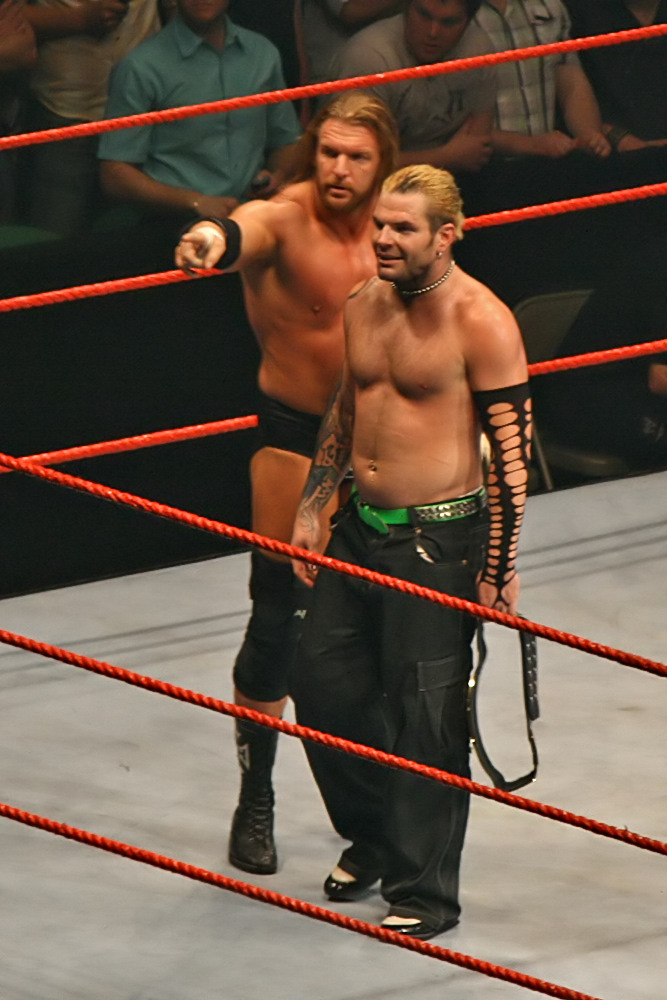
Jeff Hardy trabalhou com Triple H durante o final de 2007, e novamente no final de 2008.

Em meio a rivalidade com Umaga, que derrotou Hardy no The Great American Bash para reter o Campeonato Intercontinental no final de julho, Hardy foi abruptamente retirado da programação da WWE. Ele postou em seu próprio site e nos fóruns de TheHardyShow.com que era tempo para se curar, decorrente de uma queda mal tomada em uma luta contra Mr. Kennedy em 23 de julho no episódio do Raw. Ele fez o seu regresso no episódio de 27 de agosto do Raw batendo Kennedy por desqualificação após Umaga interferir. Na semana seguinte, em 3 de setembro, Hardy conseguiu com sucesso o Campeonato Intercontinental pela quarta vez ao derrotar Umaga pelo título.
Este foi o início de um empurrão para Hardy, e no Survivor Series,Hardy e Triple H foram os dois últimos em pé para ganhar a tradicional Luta Survivor Series. Hardy formou uma duplas com Triple H, o que levou a uma disputa respeitosa entre os dois. A rivalidade roteira continuou no Armageddon, quando Hardy derrotou Triple H para se tornar o desafiante número um pelo Campeonato da WWE. Nas semanas que antecederam o Royal Rumble, Hardy e Randy Orton se envolveram em uma rixa pessoal, que começou quando Orton chutou irmão de Hardy, Matt, na cabeça na história. Hardy, em retaliação, aplicou um Swanton Bomb em Orton a partir do topo do conjunto do Raw e parecia ter toda a dinâmica depois de sair no topo em seus encontros. Hardy, no entanto, perdeu a disputa do título no Royal Rumble, mas foi nomeado como um dos seis homens para competir em uma Elimination Chamber no No Way Out, onde sobreviveu a duas finais antes de ser eliminado pelo eventual vencedor, Triple H.
Durante o episódio de 3 de março do Raw, Hardy apareceu no segmento de Chris Jericho, o Highlight Reel como convidado especial, mas acabou atacando Jericho. Isso levou a um combate pelo título Intercontinental no Raw seguinte onde Hardy perdeu o título para Jericho. Fora da tela, Hardy perdeu o título depois que ele foi suspenso por 60 dias, a partir de 11 de março, para a sua segunda violação da empresa por Abuso de Substâncias e Política Anti Droga. Hardy também foi removido da luta Money in the Bank no WrestleMania XXIV, após a suspensão foi anunciada. Hardy retornou em 12 de maio no episódio do Raw , derrotando Umaga. Isto reacendeu a rivalidade entre os dois, e eles se encontraram em uma Luta Falls Count Anywhere no One Night Stand, que Hardy venceu.

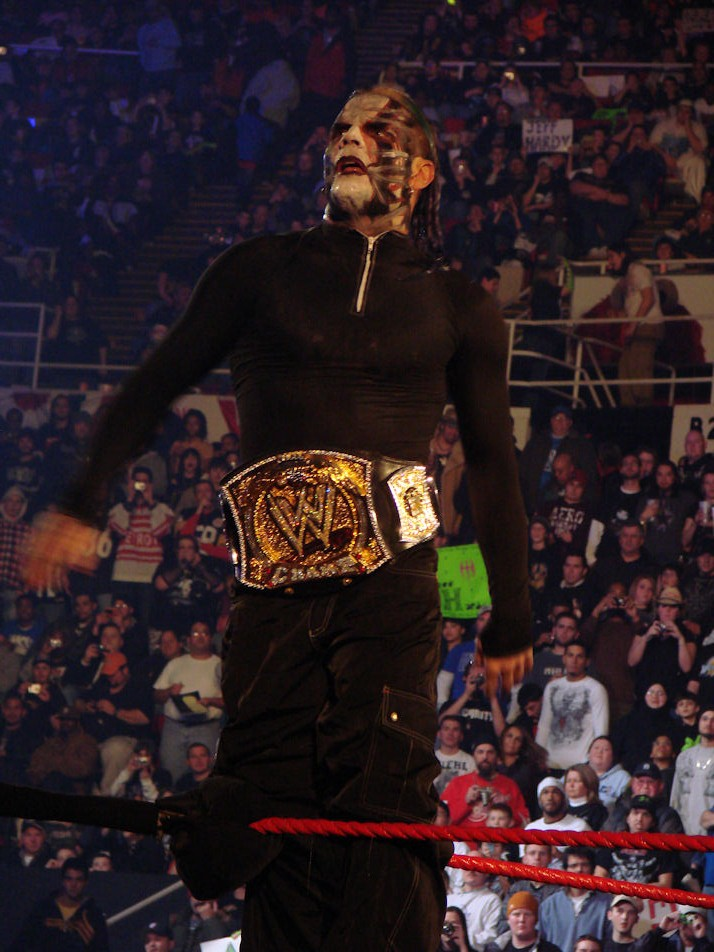
Hardy como Campeão da WWE no início de 2009.

Em 23 de junho de 2008, Hardy foi transferido do Raw para o SmackDown, como parte do Draft de 2008. Hardy fez a sua estréia no SmackDown no episódio de 4 de julho, derrotando John Morrison. Hardy participou de uma Championship Scramble pelo Campeonato da WWE no Unforgiven e também desafiou para o Campeonato no No Mercy e Cyber Sunday, falhou todas as vezes. Ele estava originalmente programado para estar na luta pelo título da WWE no Survivor Series, mas, na história, foi encontrado inconsciente em seu hotel, permitindo que Edge retornasse para substituí-lo na luta e ganhar o título. No Armageddon, em dezembro de 2008, Hardy derrotou o campeão Edge e Triple H em uma Luta Triple Threat para capturar o Campeonato da WWE, o seu primeiro campeonato mundial de pesos pesados.
Em janeiro de 2009, o próximo enredo de Hardy levou ao seu envolvimento em acidentes de script, incluindo um acidente de automóvel e um acidente envolvendo sua entrada pirotécnica. No Royal Rumble 2009, Hardy perdeu o Campeonato da WWE para Edge depois que o irmão de Hardy, Matt, interferiu em nome de Edge e bateu Hardy com uma cadeira de aço. o acúmulo dessa rixa envolveu Matt dando a entender que ele era responsável por todos os acidentes de Hardy ao longo dos últimos meses, e na WrestleMania XXV, Hardy foi derrotado por Matt em uma Luta Extreme Rules. Em uma revanche no Backlash, no entanto, Hardy derrotou Matt em uma "Luta I Quit".
No Extreme Rules, Hardy derrotou Edge para ganhar o Campeonato Mundial dos Pesos-Pesados num combate de escada. Imediatamente após a luta, no entanto, CM Punk usou seu contrato Money in the Bank, que lhe deu um contrato por título garantido a qualquer hora que ele queria, e derrotou Hardy para ganhar o campeonato. Hardy recebeu sua revanche no The Bash, e venceu a partida por desqualificação, com Punk ainda mantendo o título. No Night of Champions, no entanto, Hardy ganhou o campeonato pela segunda vez, derrotando Punk. No SummerSlam em agosto, Hardy perdeu o título de volta para Punk em uma Luta com mesas, escadas e cadeiras. Em 28 de agosto no episódio do SmackDown, Punk derrotou Hardy em uma jaula de aço na revanche pelo Campeonato Mundial dos Pesos-Pesados, resultando em Hardy sendo forçado a deixar a WWE, no enredo, por uma estipulação. Este enredo foi posto em prática para permitir que Hardy deixasse WWE para curar seus ferimentos, incluindo uma lesão no pescoço. Hardy também teve duas hérnia de discos em sua parte inferior das costas e estava sofrendo de síndrome das pernas inquietas.

### Retorno a Total Nonstop Action Wrestling (2010-Presente)

#### Histórias iniciais (2010)

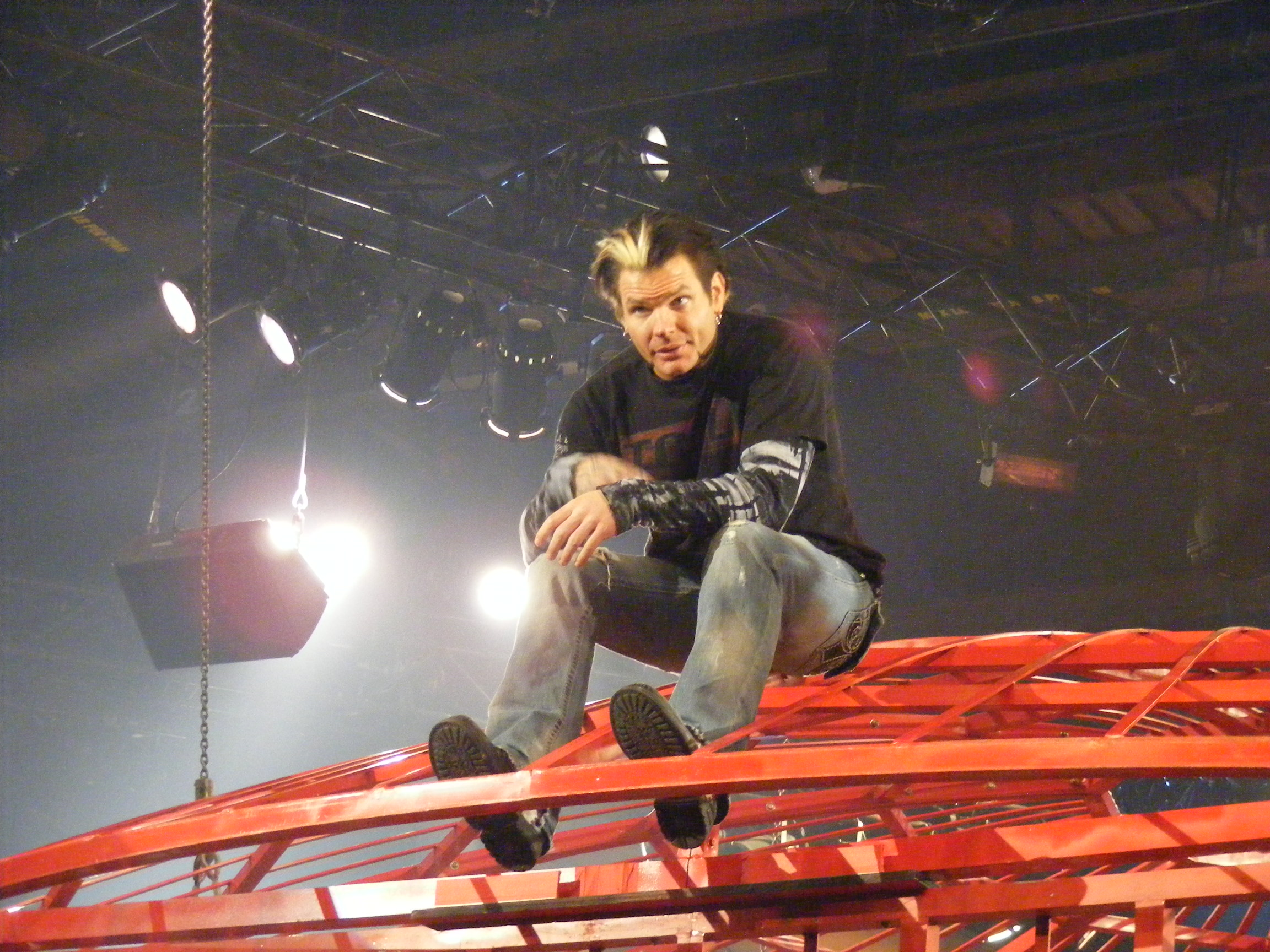
Hardy durante seu retorno a TNA no show Impact! em 4 de janeiro.

No primeiro episódio do Impact Wrestling em uma segunda-feira ao vivo em 4 de janeiro de 2010, Hardy fez o seu regresso à TNA, junto com Shannon Moore. Ele foi atacado por Homicide depois de sair da multidão, mas bateu em Homicide, com uma cadeira de aço e realizado o Twist of Fate na rampa do Impact! Zone. Mais tarde, ele apareceu em segmentos de bastidores ao longo da noite. No dia seguinte, foi relatado que Hardy tinha assinado um novo contrato com a TNA. Hardy faria sua próxima aparição da empresa no episódio de 8 de março do Impact!, salvando D'Angelo Dinero, Abyss e Hulk Hogan de A.J. Styles, Ric Flair e Desmond Wolfe. Na semana seguinte Hardy derrotou o Campeão Mundial dos Pesos-Pesados da TNA A.J. Styles em uma luta sem o título em jogo. No episódio de 5 de abril do Impact! Hardy foi introduzido como um membro da equipe deHogan para a anual Luta Lethal Lockdown, onde eles teriam de enfrentar o Time de Flair. No Lockdown a equipe de Hogan (Hardy, Abyss, Jeff Jarrett e Rob Van Dam) derrotou a de Flair (Sting , Desmond Wolfe, Robert Roode e James Storm). No Sacrifice Hardy derrotou Mr. Anderson. Após o evento, Anderson virou um mocinho e, eventualmente, conseguiu convencer o cético Hardy que ele realmente tinha mudado, após o que os dois passaram a formar uma equipe. No Slammiversary VIII Hardy e Anderson, agora conhecido como Enigmatic Assholes, derrotaram Beer Money, Inc. (Robert Roode e James Storm) em um combate de duplas.

#### Immortal e Campeão Mundial (2010-2011)

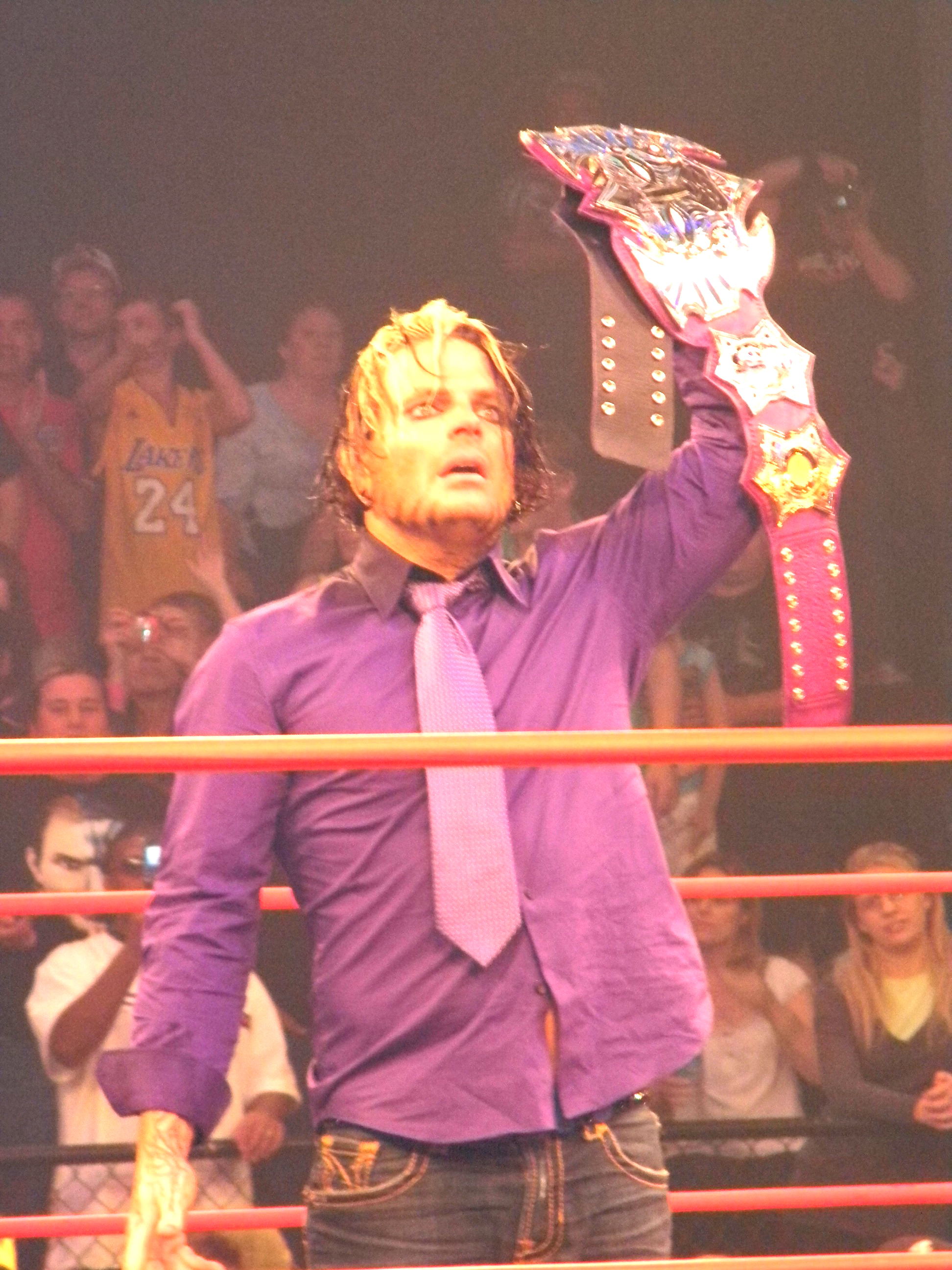
Hardy como Campeão Mundial da TNA em novembro de 2010.

No episódio de 19 de agosto do Impact! o Campeonato Mundial dos Pesos-Pesados foi desocupado e Hardy foi colocado num torneio de oito homens para o campeonato, derrotando Rob Terry em sua luta da primeira fase. Nas semifinais no No Surrender Hardy lutou primeiro contra Kurt Angle, acabando em empate por estourar os 20 minutos de luta, após o qual Eric Bischoff ordenou um período de cinco minutos de tempo extra. Após isso e um segundo período de cinco minutos de tempo extra também terminou em empate, foi decidido que Angle foi incapaz de continuar e a luta terminou sem vencedor. Depois de lutar num empate no episódio de 16 de setembro do Impact!, ele foi anunciado que ambos Hardy e Angle iriam avançar para as finais no Bound for Glory, onde iria competir com Mr. Anderson, em uma Luta 3-Way.
No Bound for Glory, Hardy virou um vilão com Hulk Hogan e Eric Bischoff e com sua ajuda derrotado Angle e Anderson para vencer o Campeonato Mundial dos Pesos-Pesados da TNA pela primeira vez. Eles foram, então, juntou-se com Jeff Jarrett e Abyss, revelando o grupo que Abyss tinha sido referindo-se como "eles" por vários meses. No episódio seguinte do Impact! o grupo foi nomeado Immortal, uma vez que formou uma aliança com a Fortune de Ric Flair . Enquanto isso, Hardy estreou um novo personagem escuro, usando mensagens enigmáticas como ele explicou as razões por trás de se tornar vilão. No Turning Point Hardy manteve o seu título em uma defesa contra Matt Morgan, um substituto para Anderson, que foi afastado depois de sofrer uma concussão durante um ataque de Hardy. No episódio seguinte do Impact! Hogan apresentou Hardy com um novo design do título mundial, que ele apelidou de "TNA Immortal Championship".  No Final Resolution, em dezembro, Hardy defendeu com sucesso o campeonato em uma revanche contra Morgan depois incapacitante o árbitro convidado especial Mr. Anderson e ter um árbitro substituto para realizar o pinfall. Em 4 de janeiro de 2011, Hardy fez sua estréia pela New Japan Pro Wrestling (NJPW) no Wrestle Kingdom V in Tokyo Dome, onde ele defendeu com sucesso o Campeonato Mundial dos Pesos-Pesados contra Tetsuya Naitō.
Em 9 de janeiro no Genesis, o irmão de Hardy, Matt, fez sua estréia na TNA como um membro surpresa do Immortal e derrotou Rob Van Dam para impedi-lo de receber uma luta pelo campeonato de Hardy. Nessa mesma noite Hardy deu Anderson uma chance pelo título mundial, imediatamente após a vitória de Anderson na luta para determinar o desafiante número um. Apesar de Matt, Flair, e Bischoff interferir em uma tentativa de ajudar Hardy, Anderson derrotou Hardy para conquistar campeonato. No episódio de 13 de janeiro do Impact! os Hardy Boyz se reuniram e derrotaram Anderson e Van Dam num combate de duplas, seguido da interferência dos Beer Money, Inc. Em 3 de fevereiro no episódio do Impact!, Hardy recebeu sua revanche pelo Campeonato Mundial dos Pesos-Pesados. O resto do Immortal interferiu na luta, mas foram impedidos pela Fortune, que levou Anderson mantendo o campeonato. Em 13 de fevereiro no Against All Odds Hardy derrotou Anderson em uma luta de escadas para recuperar o título. Hardy manteve o campeonato por menos de duas semanas, defendendo-o uma vez contra Rob Van Dam, antes de perdê-lo para Sting em 24 de fevereiro, nas gravações do episódio de 3 de março do Impact!. Em 13 de março no Victory Road, Hardy recebeu uma revanche pelo título numa Luta sem desqualificações, mas foi derrotado em noventa segundos. A TNA tinha tomado a decisão de cortar a luta pouco depois de considerar que Hardy não estava em condições de lutar. No dia seguinte, foi relatado que a TNA tinha enviado para casa Hardy durante as gravações do Impact! daquela semana. Em 17 de março de 2011 no episódio do Impact!, o Immortal cortou seus laços com Hardy.

#### Rumo a redenção (2011-2012)

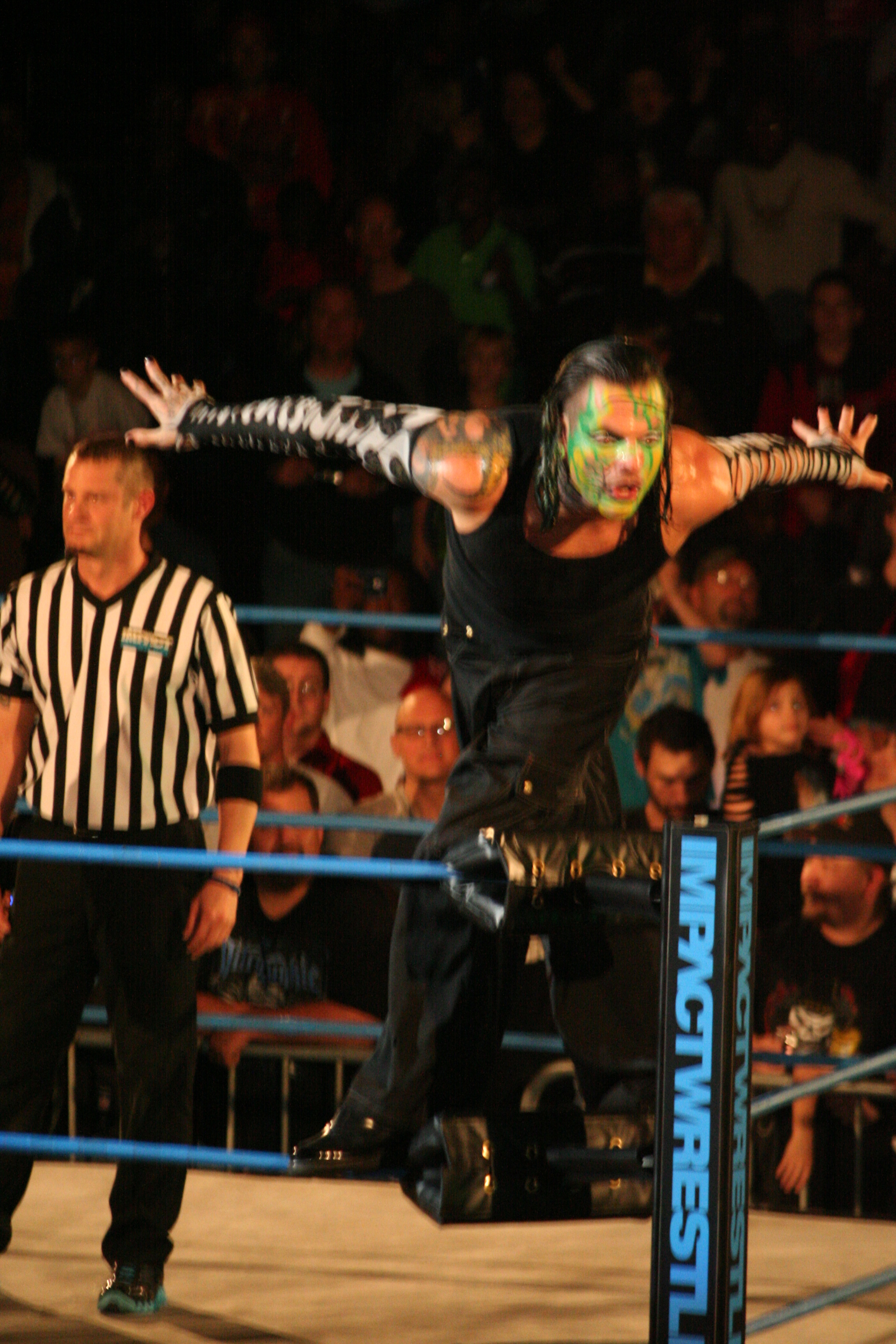
Jeff Hardy em um show da TNA em fevereiro de 2012

Em 23 de agosto de 2011, a TNA anunciou que Hardy iria fazer seu retorno para a promoção nas gravações do Impact Wrestling em 25 de agosto, em Huntsville, Alabama. O retorno ocorreria apenas cinco dias depois de Matt Hardy foi liberado de seu contrato com a TNA. Em seu retorno, que foi gravado para o episódio de 8 de setembro do Impact Wrestlig, Hardy falou com o público, reconhecendo que ele tinha atingido o fundo do poço no Victory Road em março, antes de pedir aos fãs para "mais uma chance". Hardy lutou sua primeira luta em seis meses em 15 de setembro em um evento ao vivo em York, Pensilvânia, derrotando Jeff Jarrett. Hardy então começou a rivalizar com seu ex-membro de Immortal, atacando Eric Bischoff em 6 de outubro no episódio do Impact Wrestling e se engajar em brigas com Jeff Jarrett no Bound for Glory e no episódio de 20 de outubro do Impact Wrestling. Hardy lutou sua primeira luta televisionada desde o seu retorno no episódio de 27 de outubro do Impact Wrestling, derrotando o membro do Immortal Bully Ray. Em 13 de novembro no Turning Point, Hardy derrotou Jeff Jarrett três vezes, primeiro em seis segundos, o segundo em seis minutos, e a terceira em dez segundos. Em 11 de dezembro no Final Resolution, Hardy derrotou Jarrett em uma luta numa jaula de aço para se tornar o desafiante número pelo Campeonato Mundial dos Pesos-Pesados da TNA. Em 8 de janeiro de 2012, no Genesis, Hardy venceu o Campeão Mundial da TNA Bobby Roode por desqualificação, como um resultado, o título ficou com Roode. No episódio seguinte do Impact Wrestling, uma revanche entre Hardy e Roode terminou sem vencedor, após interferência de Bully Ray. Na semana seguinte, Hardy ganhou uma chance contra James Storm, que terminou em uma interferência de Ray e Roode. Em 12 de fevereiro no Against All Odds, Hardy não foi capaz de capturar o título mundial de Roode em uma Luta 4-Way, que também incluiu Bully Ray e James Storm. No episódio seguinte do Impact Wrestling, Hardy perdeu a chance de disputar o Campeonato Mundial dos Pesos-Pesados, após interferência do Kurt Angle que retornava. Em 18 de março no Victory Road, Hardy foi derrotado por Angle em uma luta individual. Em 15 de abril no Lockdown, Angle derrotou Hardy em uma revanche, contestada dentro de uma jaula de aço. No episódio seguinte do Impact Wrestling, Hardy e Anderson foram derrotados por Rob Van Dam em uma Luta 3-Way para determinar o desafiante número um pelo Campeonato Mundial dos Pesos-Pesados. Durante o primeiro "Open Fight Night" na semana seguinte, Hardy uniu-se com Anderson para desafiar Magnus e Samoa Joe pelo Campeonato Mundial de Duplas de TNA. Em 13 de maio no Sacrifice, Hardy foi derrotado por Anderson em uma luta individual. No episódio seguinte do Impact Wrestling, Hardy derrotou Anderson em uma revanche. No episódio de 31 de maio ao vivo do Impact Wrestling, Hardy ganhou uma votação de fãs para se tornar o desafiante número um pelo Campeonato Televisivo da TNA. No entanto, o seu combate pelo título com Devon terminou sem vencedor, após interferência de Robbie E e Robbie T. Em 10 de junho no Slammiversary, Hardy foi derrotado por Anderson numa Luta 3-Way para determinar o desafiante número um  envolvendo também Rob Van Dam.
No episódio de 14 de junho do Impact Wrestling, Hardy entrou no Bound for Glory Series 2012, participando de uma luta gauntlet, da qual ele foi o primeiro homem eliminado por Bully Ray. Hardy lutou sua luta de fase final de grupos do torneio no episódio de 6 de setembro do Impact Wrestling, derrotando Samoa Joe por submissão, assim, terminando em quarto e avançando para as semifinais. Três dias depois, no No Surrender, Hardy derrotou Joe em uma revanche para avançar para as finais do torneio. Antes das final acontecer, Hardy sofreu uma lesão no enredo depois de participar de uma briga no vestiário da TNA com os membros dos Aces & Eights. Apesar da lesão, Hardy derrotou Bully Ray na final para vencer a Bound for Glory Series 2012 e se tornar o número um pelo Campeonato Mundial dos Pesos-Pesados. No episódio seguinte do Impact Wrestling, Hardy derrotou Ray em uma revanche para reafirmar seu status como o candidato número um. Em 14 de outubro no Bound for Glory, Hardy derrotou Austin Aries para ganhar o título mundial da TNA pela terceira vez, e, de acordo com a TNA, completando o seu "caminho para a redenção" após os acontecimentos de março de 2011.

#### Campeão Mundial dos Pesos-Pesados e várias rivalidades (2012-2013)

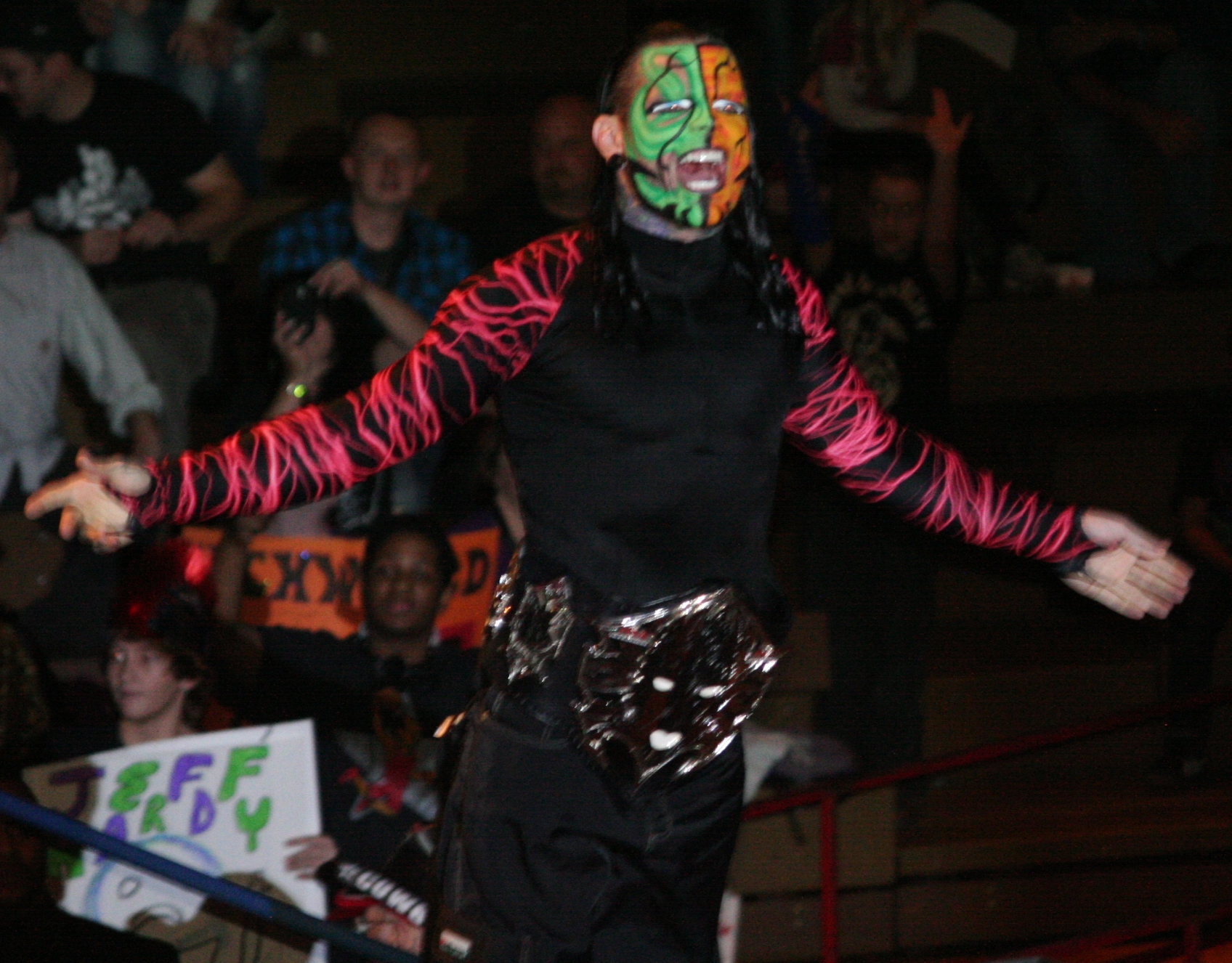
Hardy como Campeão Mundial dos Pesos-Pesados da TNA em 2013.

Hardy fez a sua primeira defesa do título na televisão no episódio de 25 de outubro do Impact Wrestling, derrotando Kurt Angle para manter o seu título. Em 11 de novembro no Turning Point, Hardy derrotou Austin Aries em uma luta de escadas para manter o Campeonato Mundial dos Pesos-Pesados. Em 6 de dezembro no episódio do Impact Wrestling, Hardy foi atacado pelos Aces & Eights que foram revelados a ser paga pelo seu concorrente pelo título Bobby Roode. Três dias depois, no Final Resolution, Hardy derrotou Roode para manter o World Heavyweight Championship , após o qual, os dois homens foram atacados pelos Aces & Eights. No episódio seguinte do Impact Wrestling, o membro dos Aces & Eights, Devon revelou que Austin Aries foi o homem que pagou Roode para os Aces & Eights interferirem na luta, o que levou a um desafio de Hardy pelo título contra Aries. Na semana seguinte, Hardy foi bem sucedido em manter o seu título contra Aries, após interferência de Bobby Roode. A rivalidade culminou em uma luta Triple Threat de eliminação em 13 de janeiro de 2013, no Genesis, onde Hardy derrotou Aries e Roode para manter o Campeonato Mundial dos Pesos-Pesados. No episódio de 24 de janeiro do Impact  Wrestling, Hardy defendeu com sucesso o Campeonato Mundial dos Pesos-Pesados contra Christopher Daniels. Depois, Hardy foi atacado por um membro mascarado dos Aces & Eights que então o feriu a perna esquerda de Hardy com um martelo. Isto foi feito para tirar Jeff das gravações no Reino Unido, já que o Reino Unido não permitiria que Jeff Hardy fizesse aparições devido às acusações criminais em 2010 e condenação em 2011. Hardy retornou aos shows televisionados da TNA no episódio de 28 de fevereiro do Impact Wrestling, fazendo parceira com Bully Ray para derrotar Christopher Daniles e Kazarian. No dia 10 de março no Lockdown, Hardy perdeu seu título para Ray em uma luta numa jaula de aço, após a interferência dos Aces & Eights, terminando o seu reinado de 147 dias. Em 21 de março no episódio do Impact Wrestling, Hardy derrotou Kurt Angle, Magnus e Samoa Joe em uma luta 4-way para se tornar o desafiante número um ao Campeonato Mundial dos Pesos-Pesados. Hardy recebeu sua oportunidade pelo título em 11 de abril no episódio do Impact Wrestling, mas foi novamente derrotado por Bully Ray em uma luta Full Metal Mayhem.
Hardy voltou a TNA em 2 de junho no Slammiversary XI, em parceria com Magnus e Samoa Joe contra os Aces & Eights (Garett Bischoff, Mr. Anderson e Wes Brisco). Como resultado vencer o Bound for Glory Series de 2012, Hardy e Bobby Roode foram inseridos automaticamente na edição de 2013 do torneio em 13 de junho em um episódio do Impact Wrestling. Na semana seguinte, Hardy derrotou Roode em sua primeira luta pela Bound for Glory Series via pinfall para ganhar sete pontos no torneio. A participação de Hardy no Bound for Glory Series de 2013 terminou no episódio de 5 de setembro do Impact Wrestling, quando foi eliminado por Kazarian em uma luta battle royal por vinte pontos na classificação.
Em 19 de setembro no episódio do Impact Wrestling, Hardy derrotou o campeão da X Division, Manik, em uma luta sem o título em jogo. No Impact Wrestling de 3 de outubro, Hardy se uniu com Manik para derrotar Kenny King e Chris Sabin, que levou ao anúncio de uma luta Ultimate X pelo Campeonato da X Division no Bound for Glory. No evento, Hardy competiu no seu primeiro combate Ultimate X, mas não teve sucesso, já que foi Sabin quem venceu após uma interferência de Velvet Sky. Em 7 de novembro, Hardy novamente lutou contra Sabin para determinar quem iria qualificar-se para as quartas-de-final do torneio pelo vago TNA World Heavyweight Championship em uma luta Full Metal Mayhem, que Hardy venceu após saltar de uma escada em Sabin, conseguindo o pinfall. No fim do torneio pelo TNA World Heavyweight Championship perdeu para Magnus.

## Outras mídias
Hardy apareceu no episódio de 7 de fevereiro de 1999 episódio de That '70s Show intitulado "That Wrestling Show", junto com Matt, como um lutador sem créditos. Jeff e Matt também apareceram no Tough Enough no início de 2001, conversando e lutando com os competidores. Ele apareceu em 25 de fevereiro de 2002, num episódio de Fear Factor competindo contra outros cinco lutadores da World Wrestling Federation. Ele foi eliminado na primeira rodada. Hardy também aparece em The Hardy Show, um show na web que apresenta os Hardys, Shannon Moore e muitos de seus amigos. Em setembro de 2009, Hardy assinou um contrato com a Fox 21 studios para aparecer em um reality show.
Em 2001, Hardy, Matt e Lita apareceram na revista Rolling Stone de 2001 no Hall da Fama dos Esportes. Em 2003, Hardy e Matt, com a ajuda de Michael Krugman, escreveu e publicou sua autobiografia The Hardy Boyz: Exist 2 Inspire.
Como parte da WWE, Hardy já apareceu em vários de seus DVDs, incluindo The Hardy Boyz: Leap of Faith (2001) and The Ladder Match (2007). Ele também é destaque na versão da Total Nonstop Action Wrestling Enigma: The Best of Jeff Hardy (2005) e Pro Wrestling's Ultimate Insiders: Hardy Boys – From the Backyard to the Big Time (2005). Em 29 de abril de 2008, a WWE lançou "Twist of Fate: A história de Matt e Jeff Hardy".  O DVD retrata filmagens dos irmãos na OMEGA e WWE, e também menciona brevemente primeira passagem de Hardy na TNA. Em Dezembro de 2009, a WWE lançou um DVD intitulado Jeff Hardy: My Life, My Rules.

## Atividades artísticas
Hardy tem um eclético conjunto de interesses fora do wrestling. Ele chama seu lado artístico "O Imag-I-Nação". Em um estágio, Hardy construiu uma estátua de 30 pés (9,1 m) de um "aluminummy" nomeado "Neroameee" fora da folha de estanho fora de seu estúdio de gravação (um pulverizador pintado num trailer). Em outra ocasião, ele criou um vulcão artificial em seu quintal da frente, que ele então pulou em seu motocross. Em outra ocasião Hardy criou uma grande escultura da mão de seu irmão Matt com o sinal "V1", que foi visto em "O Show de Hardy", um show na web que apresenta tanto os Hardys, Shannon Moore e muitos de seus amigos. Hardy é também um artista e poeta.
Hardy aprendeu sozinho a tocar guitarra e depois comprou um kit de bateria. Em 2003, Hardy formaram uma banda, Peroxwhy?gen, com os membros da banda Burnside 6, e Moore, que mais tarde deixou. Ele também converteu um trailer em um estúdio de gravação. A banda gravou duas músicas; Uma canção era "September Day", uma canção de Jeff escreveu em reação aos ataques de 11 de setembro de 2001. Rumores surgiram de que Peroxwhy?gen se separaram em 2004, pouco depois de gravar a segunda música, "Modest", que Hardy usou mais tarde como sua música de entrada na Total Nonstop Action Wrestling. No MySpace oficial do Peroxwhy?gen, no entanto, os rumores foram denunciados. Atualmente, Peroxwhy?gen só tem três membros, Hardy, Shannon Moore e JR Merrill.

## Discografia
Hardy lançou seu primeiro álbum, Similar Creatures, com a sua banda Peroxwhy?gen através do TNA Music em 13 de dezembro de 2012. Hardy anunciou, através da página oficial da Peroxwhy?gen no Facebook, que o seu segundo álbum chamado Plurality of Worlds foi lançado em 7 de novembro de 2013.
Álbuns
- Similar Creatures (2012)
- Plurality of Worlds (2013)

## Vida pessoal

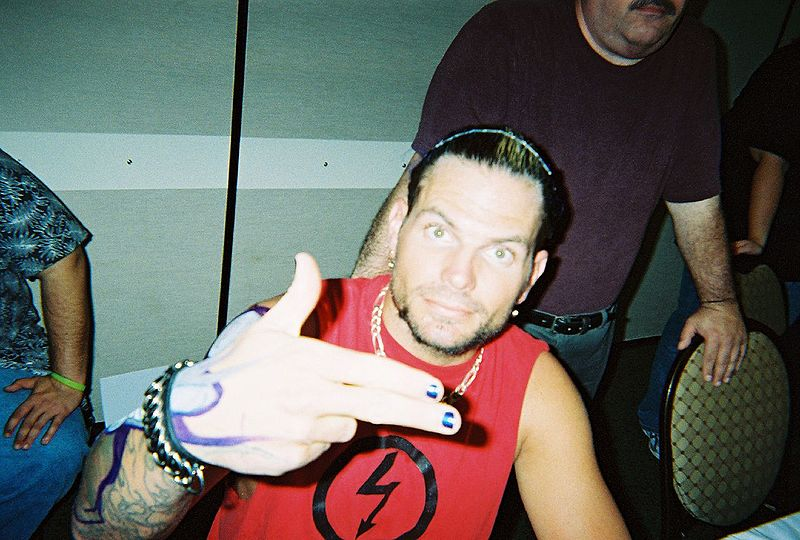
Hardy em uma sessão de autógrafos, mostrando sua tatuagem em seu braço

Ele tem uma tatuagem de raízes que se inicia na cabeça, atrás da orelha, e termina na mão. Ele também tem algumas tatuagens de assinatura de outros projetos, um dos quais, um dragão, que ele se escondeu de seu pai. Foi também a primeira tatuagem que ele fez, em 1998. Mais tarde, ele fez tatuagens dos símbolos chineses para "Paz" e "Saúde", bem como tatuagens de fogo e uma onda. Hardy respeita suas tatuagens como seus "impulsos artísticos". Hardy tem amigos muito bons com Shannon Moore, que ele conhece desde por volta de 1987. Ele também é amigo de Marty Garner, Jason Arhndt e John Morrison. Ele considera Vanilla Ice como uma grande influência sobre ele, e ele foi mesmo apelidado de "Ice" por Scott Hall.
Hardy conheceu sua namorada Beth Britt, em 1999, logo após os Hardy Boyz ganharem o Campeonato de Duplas da WWF pela primeira vez. Hardy e seu irmão Matt foram para um clube em Southern Pines, na Carolina do Norte, onde Hardy a conheceu. Em 15 de março de 2008, foi noticiado que a casa de Hardy tinha queimado até o chão em um incêndio. Hardy e sua namorada não estavam em casa no momento, mas seu cachorro, Jack, foi morto pelo fogo. Acredita-se que o incêndio foi iniciado por fiação elétrica defeituosa. Em outubro de 2008, Hardy foi a construção de uma nova casa na mesma área, que foi prevista para ser concluída no início de 2009. Em agosto de 2010, Hardy anunciou que Britt estava grávida do primeiro filho do casal, uma menina, que nasceu em 28 de outubro de 2010. Britt e Hardy se casaram em 9 de março 2011.
Em 17 de setembro de 2008, Hardy estava envolvido em um incidente no Aeroporto Internacional de Nashville no portão sudoeste. Um funcionário da companhia aérea Southwest informou que Hardy parecia estar intoxicado e, portanto, ele não foi autorizado a embarcar no voo. Ele não foi, no entanto, preso como ele se dizia ser "calmo" e "cooperativo", e ele fez outros acordos para chegar em casa.
Em 11 de setembro, 2009 Hardy foi preso sob a acusação de tráfico de comprimidos de uso controlado e posse de esteróides anabolizantes depois de uma buscarem sua casa foram achados 262 comprimidos Vicodin receitados, 180 comprimidos Soma prescritos, 555 mililitros de esteróides anabolizantes, uma quantidade residual de pó de cocaína e parafernália de drogas. Mais de um ano depois, o promotor anunciou que Hardy seria declarado culpado das acusações. Em 8 de setembro de 2011, Hardy foi condenado a 10 dias de prisão, 30 meses de liberdade condicional e uma multa de US$ 100.000. Hardy cumpriu sua pena de prisão de 3 outubro à 13 outubro de 2011.

## No wrestling
- Movimentos de finalização

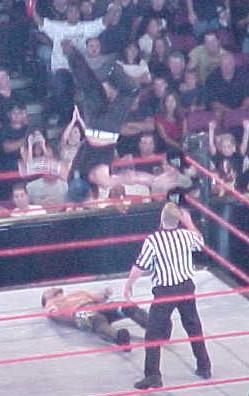
Hardy aplicando um Swanton Bomb em Chris Jericho em 2002.

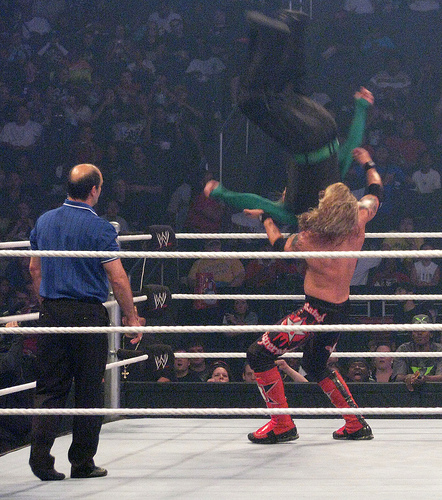
Hardy aplicando um Whisper in the Wind em Edge

  - Reverse of Fate (Inverted Twist Cutter)[6]
  - Spine Line (Armlock cloverleaf)[263] – OMEGA;[6] usado como movimento secundário na TNA[263]
  - Swanton Bomb (High–angle sentbomb)[3][2]
  - Twist of Fate/Twist of Hate[3] (Twist Cutter)[264]
  - Firebird splash - Final da década de 1990
- Movimentos secundários
  - Baseball slide[265]
  - Diving clothesline na barricada.[266]
  - Guillotine drop to an opponent's midsection[6]
  - Hardyac Arrest[267] (Rope-aided corner missilekick)[268]
  - Mule kick[269]
  - Plancha[270][271]
  - Posicionado no topo de uma outra escada Hardy realiza um Guillotine drop ou um splash depois de um leapfrogging em cima da escada[263]
  - Falcow Arrow Crush[268]
  - Sitout jawbreaker[6]
  - Whisper in the Wind[3]
- Com Matt Hardy
  - Event Omega (Diving guillotine leg drop (Matt)/Diving splash (Jeff))
  - Poetry in Motion
  - Spin cycle (Fist drop (Matt)/Standing somersault senton (Jeff))
  - Extreme Combination (Twist of Fate (Matt)/ Swanton Bomb (Jeff))
- Representantes
  - Gangrel[36]
  - Michael Hayes[6]
  - Lita[6]
  - Trish Stratus
  - Terri[6]
  - Matt Hardy
- Alcunhas
  - "The Charismatic Enigma" ("O Enigma Carismático")[6][272] (TNA / WWE)
  - "The Legend Thriller" ("A lenda do suspense")[273] (WWE)
  - "The Rainbow–Haired Warrior"[13] (WWE)
  - "The Anti-Christ of Professional Wrestling" ("O anti-cristo do wrestling profissional") (TNA)[274]
- Temas de entrada
  - "Dead And Bloated" por Stone Temple Pilots (OMEGA; 1997-1998)
  - "Loaded" por Zack Tempest[275] (WWF / WWE; 1999–2003, 2006–2008, 2017-2021)
  - "Tourniquet" por Marilyn Manson[276] (ROH; 2003)
  - "Modest" por Peroxwhy?gen[68] (TNA; 2004–2006, 2010, 2011)
  - "No More Words" por EndeverafteR[277] (WWE; 2008–2009, 2021-Presente)
  - "Another Me" por Jeff Hardy e Dale Oliver[278] (TNA; 2010–2011)
  - "Immortal Theme" por Dale Oliver[279] (TNA; 2010–2011)
  - "Resurrected" por Jeff Hardy e Dale Oliver[280][281]  (TNA; 2011–2012)
  - "Similar Creatures" por Jeff Hardy e Dale Oliver (TNA; 2012–2013)[282]
  - "Time & Fate" por Jeff Hardy e Dale Oliver (TNA; 20 de outubro de 2013 – 21 de novembro de 2013; 10 de julho de 2014 - 1 de fevereiro de 2015)[283]
  - "Willow's Way" por Jeff Hardy e Dale Oliver (TNA; 9 de Março 2014-10 de Julho de 2014)
  - "Reptillian" por Peroxwhy?gen e Dale Oliver (TNA; usado enquanto dupla com Matt Hardy; 31 de julho de 2014 - 258 de setembro de 2014; com introdução de "Creatures", 2 de outubro de 2014 – 2017)

## Títulos e prêmios
- National Championship Wrestling
  - Campeonato dos Pesos-Leves da NCW (2 vezes)[6]
- New Dimension Wrestling
  - Campeonato dos Pesos-Leves da NDW (1 vez)[1]
  - Campeonato de Duplas da NDW (1 vez)1[284] – com Matt Hardy
- New England Wrestling Alliance
  - Hall da Fama da NEWA (Classe de 2012)
- New Frontier Wrestling Association
  - Campeonato dos Pesos-Pesados da NFWA (1 vez)[1]
- North East Wrestling
  - Campeonato dos Pesos-Pesados Junior da NEW (1 vez)[1]
- NWA 2000
  - Campeonato de Duplas 200 da NWA (1 vez)[1]- com Matt Hardy

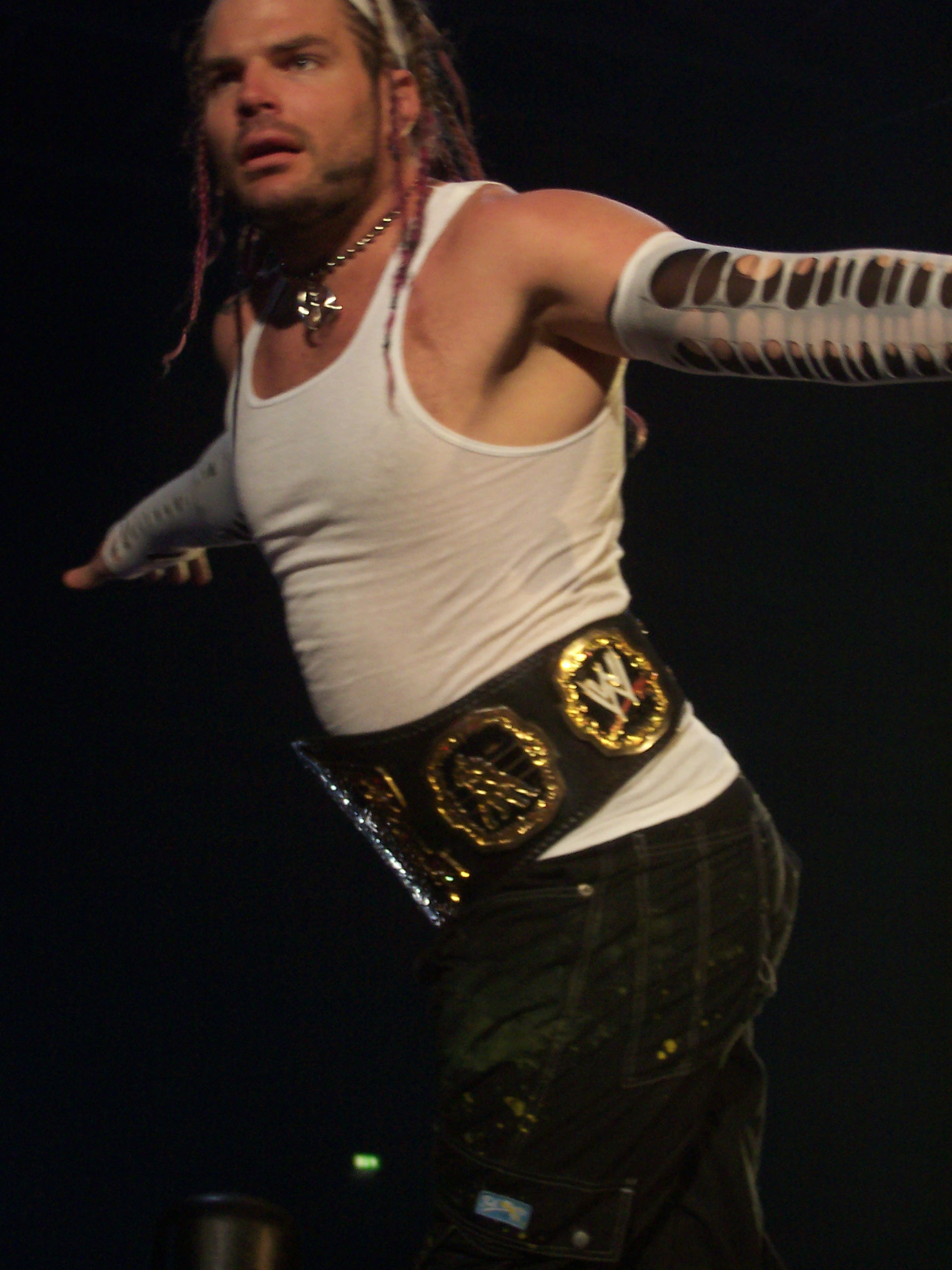
Jeff Hardy como Campeão Mundial de Duplas da WWE.

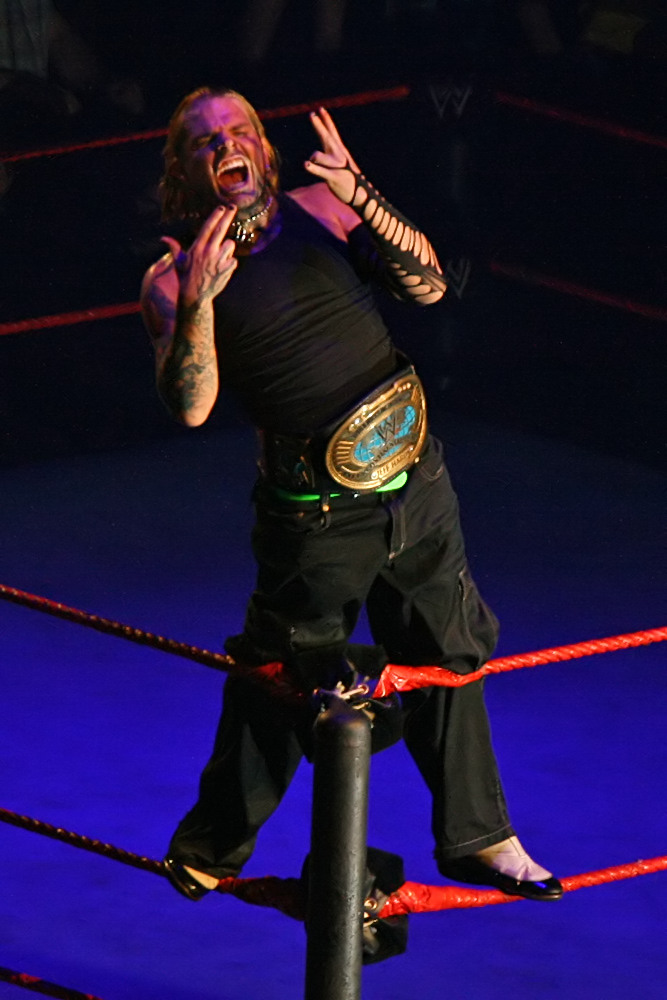
Jeff Hardy como Campeão Intercontinental.

- Organization of Modern Extreme Grappling Arts
  - CampeonatoNew Frontier da OMEGA (1 vez)[32] - (Primeiro)
  - Campeonato de Duplas da OMEGA (1 vez)[1][285] - com Matt Hardy
- Pro Wrestling Illustrated
  - Retorno do ano (2007)[286]
  - Retorno do ano (2012)[286]
  - Luta do ano (2000)[287] com Matt Hardy vs. The Dudley Boyz e Edge e Christian em uma Luta de escadas triangular na WrestleMania 2000
  - Luta do ano (2001)[287] com Matt Hardy vs. The Dudley Boyz e Edge e Christian em uma Luta com mesas, escadas e cadeiras na WrestleMania X-Seven
  - Lutador mais popular do ano (2008, 2009)[288]
  - Dupla do ano (2000)[289] com Matt Hardy
  - PWI o colocou como #3 dos 500 melhores lutadores durante a PWI 500 melhores de 2009.[290]
  - PWI classificou-o em #7 dos 500 melhores lutadores individuais na PWI 500 em 2013[291]
- Total Nonstop Action Wrestling
  - Campeonato Mundial dos Pesos-Pesados da TNA (3 vezes)[161][171][206]
  - TNA World Tag Team Championship (2 vezes) – com Matt Hardy
  - Torneio para determinar o desafiante ao Campeonato Mundial dos Pesos-Pesados da NWA (2004)[292]
  - Torneio para determinar o desafiante ao Campeonato Mundial dos Pesos-Pesados da TNA (2010)[293]
  - Bound for Glory Series (2012)[204]
  - Torneio para determinar o desafiante ao Campeonato Mundial de Duplas da TNA (2014) – com Matt Hardy[294]
  - TNA World Cup of Wrestling (2015) – com Gunner, Davey Richards, Rockstar Spud, Crazzy Steve e Gail Kim
  - Lutador do ano (2012)[295]
- Universal Wrestling Association
  - Campeonato Mundial dos Pesos-Médios da UWA (1 vez)[1]
- World Wrestling Federation/World Wrestling Entertainment
  - Campeonato Mundial dos Pesos-Pesados da WWE (2 vezes)[141][296]
  - Campeonato da WWE (1 vez)[11][12]
  - Campeonato Europeu (1 vez)[11][57]
  - Campeonato Hardcore (3 vezes)[45]
  - Campeonato Mundial de Duplas da WCW (1 vez)[6]- com Matt Hardy
  - Campeonato Intercontinental - (4 vezes)[43]
  - Campeonato dos Pesos-Médios da WWE - (1 vez)[44]
  - Campeonato Mundial de Duplas da WWF/E (6 vezes)[11][297] - com Matt Hardy
  - Competição Mista de Terri[37] – com Matt Hardy
  - WWE Raw Tag Team Championship (1 vez) – com Matt Hardy
  - WWE SmackDown Tag Team Championship (1 vez) - com Matt Hardy
  - XVIII Vencedor da Tríplice Coroa
  - WWE United States Championship (1 vez)
  - VII Vencedor do Grand Slam
  - Slammy Award de Melhor Momento Extremo de 2008 (Swanton Bomb em Randy Orton do topo do set do Raw em 14 de janeiro.)[298]
  - Slammy Award de Melhor Momento Extremo de 2009 (Pulando de uma escada em cima de CM Punk no SummerSlam.)
- Wrestling Observer Newsletter
  - Melhor lutador voador (2000)[299]
  - Melhor Rivalidade do ano (2009) vs. CM Punk
  - Mais Repugnante Tática Promocional (2008) Hardy atacado em uma escada no Survivor Series[300]
  - Pior luta do ano (2011) vs. Sting no  Victory Road[301]

1Os títulos têm sido vago desde 1999, devido aos Hardy Boys assinarem contratos com a WWF e têm sido declarado inativo até que defendam os títulos novamente.